# Геннадий (Георге)
Епископ Геннадий (рум. Episcop Ghenadie в миру Георге Георге рум. Gheorghe Gheorghe; 19 июня 1936, Тэмэдэу-Маре, Кэлэраши — 24 июня 2018, Слэтьоарский монастырь, Сучава) — архиерей Православной старостильной церкви Румынии, епископ Бакэуский (1985—2018).

## Биография
Родился 19 июня 1936 года в Тэмэдэу-Маре в жудеце Кэлэраши и получил при крещении имя Георге. Его родной дядя в 1936 году был подвергнут тюремному заключению за религиозные убеждения и приверженность старостильному движению, а освободившись, был пострижен в монашество с именем Мартиниан.
Георгий вырос в религиозной среде, регулярно посещая службы в монастыре Копэчени (Copăceni), а позднее, следуя наставлениям старца архимандрита Мартиниана (Комэничи) (Martinian Comănici), вступил в братию Копэченского монастыря. Через два года, из-за давления светских властей, вынужден был перейти в братию Спасо-Преображенского Слэтьоарского монастыря, а через некоторое время пройти службу в рядах румынской армии. Вернувшись в обитель после военной службы, он был пострижен архимандритом Дионисием в монашество.
10 ноября 1964 года митрополитом Гликерием (Тэнасе) он был рукоположен в сан иеродиакона, а в 1968 году епископом Нямецким Мефодием (Маринаке) был рукоположен в сан иеромонаха. Своё служение проходил на приходах в жудецах Бакэу, Тулча, Констанца, Ботошани и других), одевая светскую одежду для передвижения, чтобы не привлекать внимания огранов безопасности.
12 августа 1985 года митрополитом Сильвестром (Онофреи) вместе с епископами Нямецким Демосфеном (Йоницэ) и Ботошанским Иосифом (Могырзаном) был рукоположен в сан викарного епископа Бакэуского.
На протяжении ряда лет занимался строительством Мойшского монастыря (Mănăstirii Moișa — Boboceni) в селе Бороая, где в настоящее время проживают более сорока монахов. Был духовником многих монастырей.
Скончался 24 июня 2018 года в Слэтьоарском монастыре, где и был похоронен.